# Viola kizildaghensis
Viola kizildaghensis är en violväxtart som beskrevs av Dinç och Yild.. Viola kizildaghensis ingår i släktet violer, och familjen violväxter. Inga underarter finns listade i Catalogue of Life.